# Benthamia nigrescens
Benthamia nigrescens är en orkidéart som beskrevs av Rudolf Schlechter. Benthamia nigrescens ingår i släktet Benthamia och familjen orkidéer.

## Underarter
Arten delas in i följande underarter:
- B. n. borbonica
- B. n. decaryana
- B. n. humblotiana
- B. n. nigrescens
- B. n. secundiflora